# Egjert
Egjert est une commune de Mauritanie située dans le département d'Aïoun El Atrouss de la région de Hodh El Gharbi.

## Géographie
Chef-lieu de la commune, Egjert est située au Sud-est sur la route de l’espoir à environ 45 km d’Aioun el Attrouss, chef-lieu de la Moughataa du même nom dans la Wilaya du Hodh El gharbi en Mauritanie (République Islamique) en Afrique de l’ouest.
Elle est limitée par :
- À l’Est par le village de El houvra à environ 4 km
- Au Nord-est par Aoueinat Sourague environ 4 km
- Au Nord par le village de Arafat environ 4 km
- Au Sud-ouest par la commune de Hassi Ould Ahmed Bechna environ 50 km
- Au Sud-est par Gligue Ehel Abdel Wehab environ 7 km
- À l’ouest Sleilihiya environ 20 km.

L’oasis d'Egjert est située dans une plaine. Elle est caractérisée par un mouvement de dunes de sable qui constitue une menace d’ensablement non seulement sur les palmeraies mais le reste du village. Il y a également la formation par quelques endroits de petites forêts. L’oasis est traversée par un oued alimenté à partir du village d'El houvra. Cet oued passe par des petites zones de cultures avant d’aller dans les palmeraies puis la digue communautaire.

## Climat
Le climat au niveau de Egjert est de type sahélien avec des précipitations variant entre 100 et 300 mm par an. Le vent dominant est de type Nord et Nord-est, il est généralement chaud et sec en saison sèche (mars- juin) et froid et sec en saison froide.